# M142 HIMARS

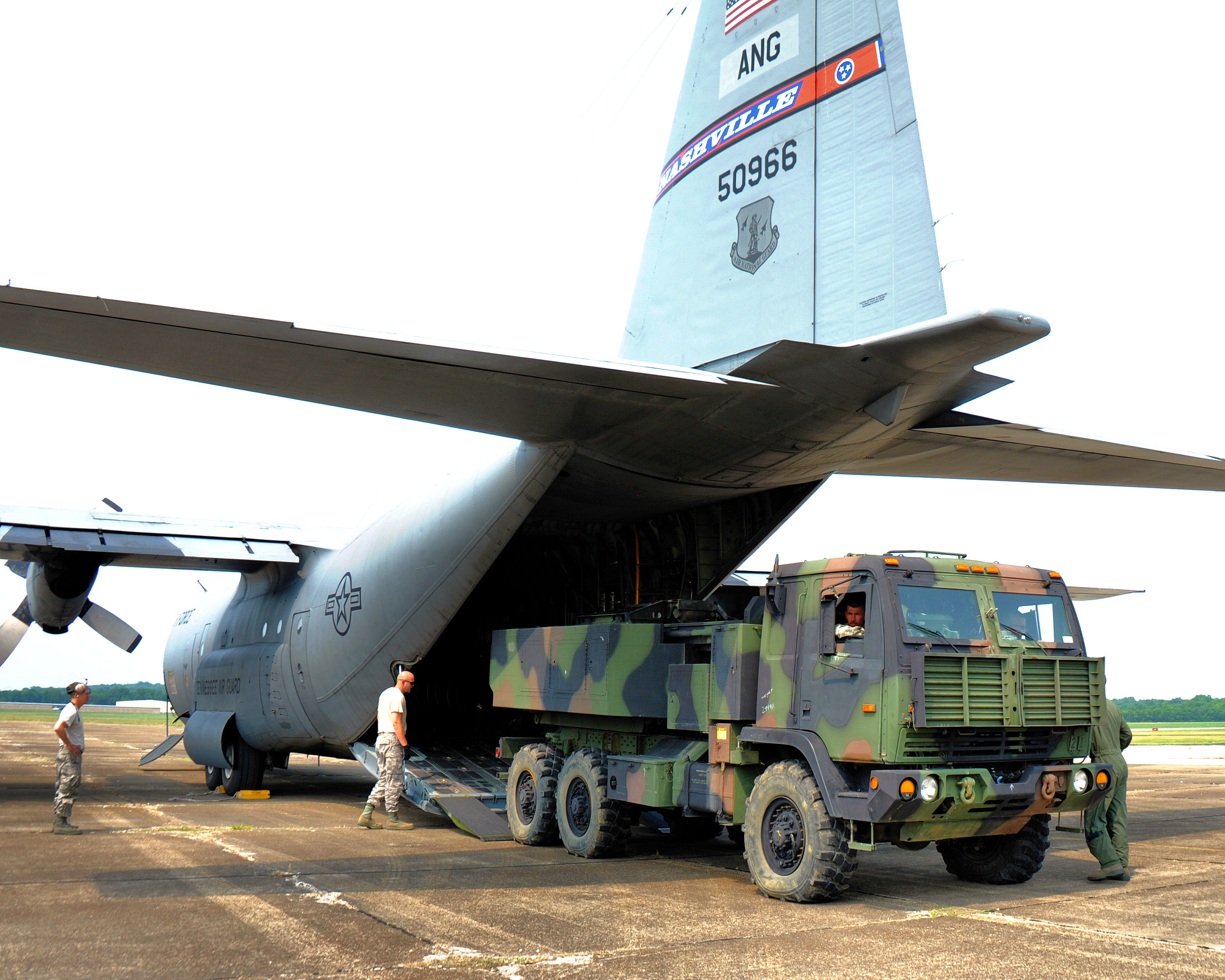
M142 w wersji nieopancerzonej opuszczający ładownię samolotu Lockheed C-130 Hercules

Wystrzał z systemu M142 HIMARS

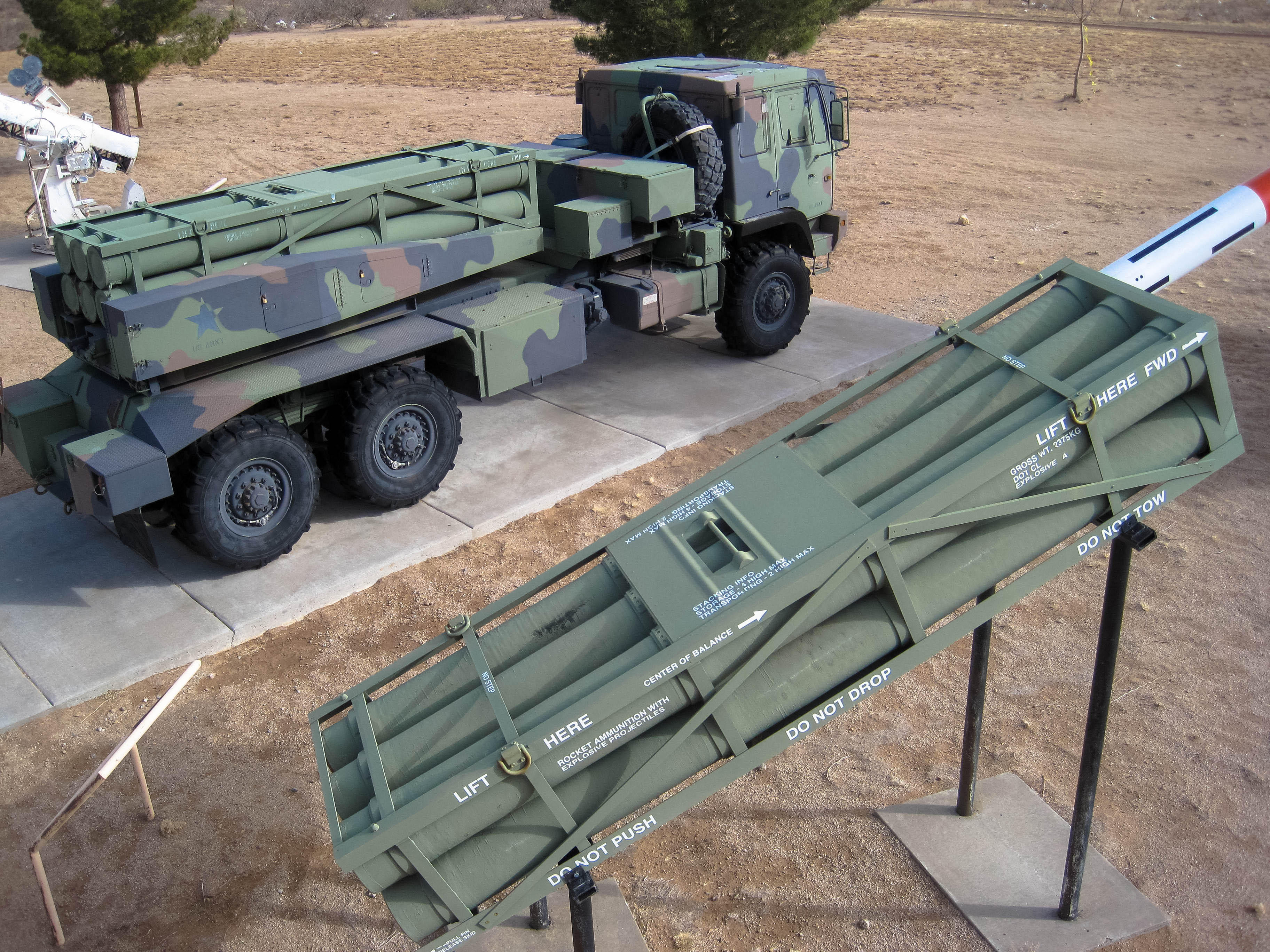
Wyrzutnia M142 oraz zasobnik z pociskami jako eksponat w muzeum White Sands Missile Range Museum

M142 High Mobility Artillery Rocket System, w skrócie HIMARS – system artylerii rakietowej wysokiej mobilności, lekka wieloprowadnicowa wyrzutnia rakiet zamontowana na podwoziu opancerzonej ciężarówki Oshkosh M1140. Wyrzutnia rakiet produkcji Lockheed Martin, opracowana pod koniec lat 90. XX wieku dla armii Stanów Zjednoczonych.

## Historia
Głównym powodem rozpoczęcia prac była chęć stworzenia tańszego oraz lżejszego odpowiednika systemu M270 MLRS, który dałoby się transportować na pokładach samolotów transportowych Lockheed C-130 Hercules. Podwozie kołowe ciężarówki było tańsze w eksploatacji od gąsienicowego nośnika M993, na jakim oparto system M270. Zadecydowano się na użycie kołowego nośnika z rodziny ciężarówek FMTV. Ostatecznie prace nad systemem M142 ruszyły w ramach programu Rapid Force Projection Initiative (RFPI) w 1996 roku. W 1999 roku zaprezentowano ostateczny prototyp, który oznaczono jako XM142. W październiku 2000 roku rozpoczęto testy ogniowe systemu, które zakończyły się powodzeniem. Wystrzelono wówczas 18 rakiet ER-MLRS. Wszystkie testy zakończyły się w 2002 roku. Systemy kierowania ogniem, elektronika i urządzenia łączności zestawu HIMARS są wymienne takie same jak w wyrzutniach M270. Proces szkolenia załogi przebiega w taki sam sposób.
W 2003 roku Lockheed Martin otrzymał pierwszy kontrakt na dostawę 89 wyrzutni dla United States Army oraz 4 dla Marine Corps. W 2005 roku zestawy HIMARS zostały wysłane do Iraku.

## Konstrukcja

### Nośnik i wyposażenie
Początkowo wyrzutnia systemu HIMARS została osadzona na nieopancerzonej ciężarówce FMTV w układzie napędowym 6×6, jednak z późniejszymi seriami produkcyjnymi zestaw osadzono na opancerzonej ciężarówce Oshkosh M1140 także w układzie 6×6. Wersja nieopancerzona napędzana była przez silnik wysokoprężny Caterpillar C7 o mocy 290 KM, który sprzężony był z automatyczną skrzynią biegów Allison 3700SP z siedmioma przełożeniami. Początkowy wariant miał długość 5,04 m, szerokość 2,16 m oraz wysokość 2,25 m. Zestaw ważył 10,88 ton. Jego prędkość maksymalna to 85 km/h po drogach, zaś zasięg wynosił 480 km. Z późniejszymi seriami produkcyjnymi nośnik oparty na ciężarówce FMTV został zastąpiony nowszą i opancerzoną ciężarówką Oshkosh M1140. Nowy nośnik ma długość 7,0 m, szerokość 2,4 m oraz wysokość 3,2 m. Zestaw waży 16 250 kg. Jego prędkość maksymalna to 95 km/h. M142 może być transportowany w ładowni samolotu transportowego C-130 Hercules.
Załoga składa się z 3 żołnierzy – kierowcy, operatora uzbrojenia i dowódcy. Nowa kabina jest całkowicie zamknięta i opancerzona. Zapewnia ochronę przed ostrzałem z broni ręcznej i odłamkami pocisków artyleryjskich. Wyposażenie elektroniczne oraz system kierowania ogniem jest taki sam jak w przypadku wyrzutni M270. Wyrzutnia jest taka sama jak w wozie M270, jednak zabiera ona o połowę mniejszą liczbę pocisków – maksymalnie do 6 sztuk.

### Uzbrojenie
M142 HIMARS przewozi pojedynczą wyrzutnię tożsamą z systemem M270 MLRS, jednak wyrzutnia ta jest o połowę mniejsza. Zestaw może używać standardowych niekierowanych pocisków typu MLRS o kalibrze 227 mm, ale także amunicję kierowaną systemu GMLRS o zasięgu od 15 do ponad 70 km. Dodatkowo wyrzutnia obsługiwać może rodzinę pocisków kierowanych MGM-140 ATACMS, które dysponują zasięgiem od 25 do 300 km (zależnie od wersji). M142 jest w stanie używać pocisków rakietowych z subamunicją kasetową.
| Wykorzystywane pociski   | Wykorzystywane pociski | Wykorzystywane pociski        | Wykorzystywane pociski |
| Nazwa                    | Rok wprowadzenia       | Zasięg (minimalny/maksymalny) | Opis |
| Pociski niekierowane     | Pociski niekierowane   | Pociski niekierowane          | Pociski niekierowane |
| ------------------------ | ---------------------- | ----------------------------- | --- |
| M26/M26A1/M26A2          | 1979/1998/1992         | 10–32/45/45                   | Niekierowany pocisk rakietowy kal. 277 mm z głowicą kasetową.                                                                                    |
| M26AT2                   | 1993                   | 10–32 km                      | Niekierowany pocisk rakietowy kal. 277 mm z głowicą kasetową wypełnioną 32 minami przeciwpancernymi.                                             |
| M28                      | 1979                   | 10–32 km                      | Nieuzbrojona wersja ćwiczebna. |
| M28A1/M28A2              | 1993/2003              | 7,5–14 km                     | Nieuzbrojona wersja ćwiczebna o obniżonym zasięgu.                                                                                               |
| Pociski kierowane GMLRS  |                        |                               | |
| M30 GMLRS DPICM          | 2001                   | 15–60 km                      | Kierowany inercyjnie (INS) i za pośrednictwem sygnału GPS pocisk z głowicą kasetową i zapalnikiem czasowym.                                      |
| M31/M31A1 GMLRS Unitary  | 2004                   | 15–70+ km                     | Kierowany pocisk INS oraz GPS z głowicą odłamkowo-burzącą o masie ok. 90 kg z zapalnikiem programowalnym.                                        |
| M30A1 GMLRS AW           | 2015                   | 15–70+ km                     | Kierowany pocisk INS oraz GPS z głowicą odłamkowo-burzącą o masie ok. 90 kg i kulkami wolframowymi jako odłamkami oraz zapalnikiem zbliżeniowym. |
| Pociski kierowane ATACMS |                        |                               | |
| M39 (MGM-140A)           | 1991                   | 25–165 km                     | Kierowany pocisk INS z głowicą kasetową o masie 560 kg, która uwalnia podpociski nad celem.                                                      |
| M39A1 (MGM-140B)         | 1997                   | 70–300 km                     | Kierowany pocisk INS i GPS z głowicą kasetową o masie 174 kg.                                                                                    |
| M39A3 (MGM-140C)         | 2003                   | 36–145 km                     | Kierowany pocisk z kasetową głowicą bojową z 13 samonaprowadzającymi się podpociskami przeciwpancernymi Brilliant Anti-Tank.                     |
| M48 (MGM-140E)           | 2001                   | 70–270 km                     | Kierowany pocisk INS i GPS z głowicą burzącą o masie 214 kg.                                                                                     |
| M57 (MGM-168)            | 2004                   | 70–300 km                     | Kierowany pocisk INS i GPS z głowicą burzącą o masie 214 kg.                                                                                     |
| M57A1                    | 2016                   | 70–300 km                     | Kierowany pocisk INS i GPS z głowicą burzącą o masie 214 kg z zapalnikiem programowalnym.                                                        |

## Służba

### Stany Zjednoczone
W styczniu 2000 roku Lockheed Martin otrzymał kontrakt na rozwój i wyprodukowane sześciu przedseryjnych wyrzutni HIMARS. Kolejne dwie wyrzutnie HIMARS zostały zamówione w ramach dwuletniego programu testów dla US Marine Corps. US Army i US Marine Corps podpisały w marcu 2003 roku kontrakt na produkcję niskoseryjną 89 wyrzutni dla armii i czterech dla USMC. W styczniu 2004 roku zawarto drugi kontrakt na 25 wyrzutni dla armii i jedną dla USMC. Trzecia umowa na mocy której zakupiono 37 wyrzutni dla armii i jednej dla USMC, została podpisana w styczniu 2005 roku. Planowane było zamówienie łącznie 900 wyrzutni. M142 HIMARS wszedł do służby w Armii Stanów Zjednoczonych w czerwcu 2005 roku w 27. Dywizjonie Artylerii Polowej 18. Korpusu Powietrznodesantowego z Fort Bragg w Północnej Karolinie. Pierwszy kontrakt na produkcję seryjną zawarto w grudniu 2005 roku.

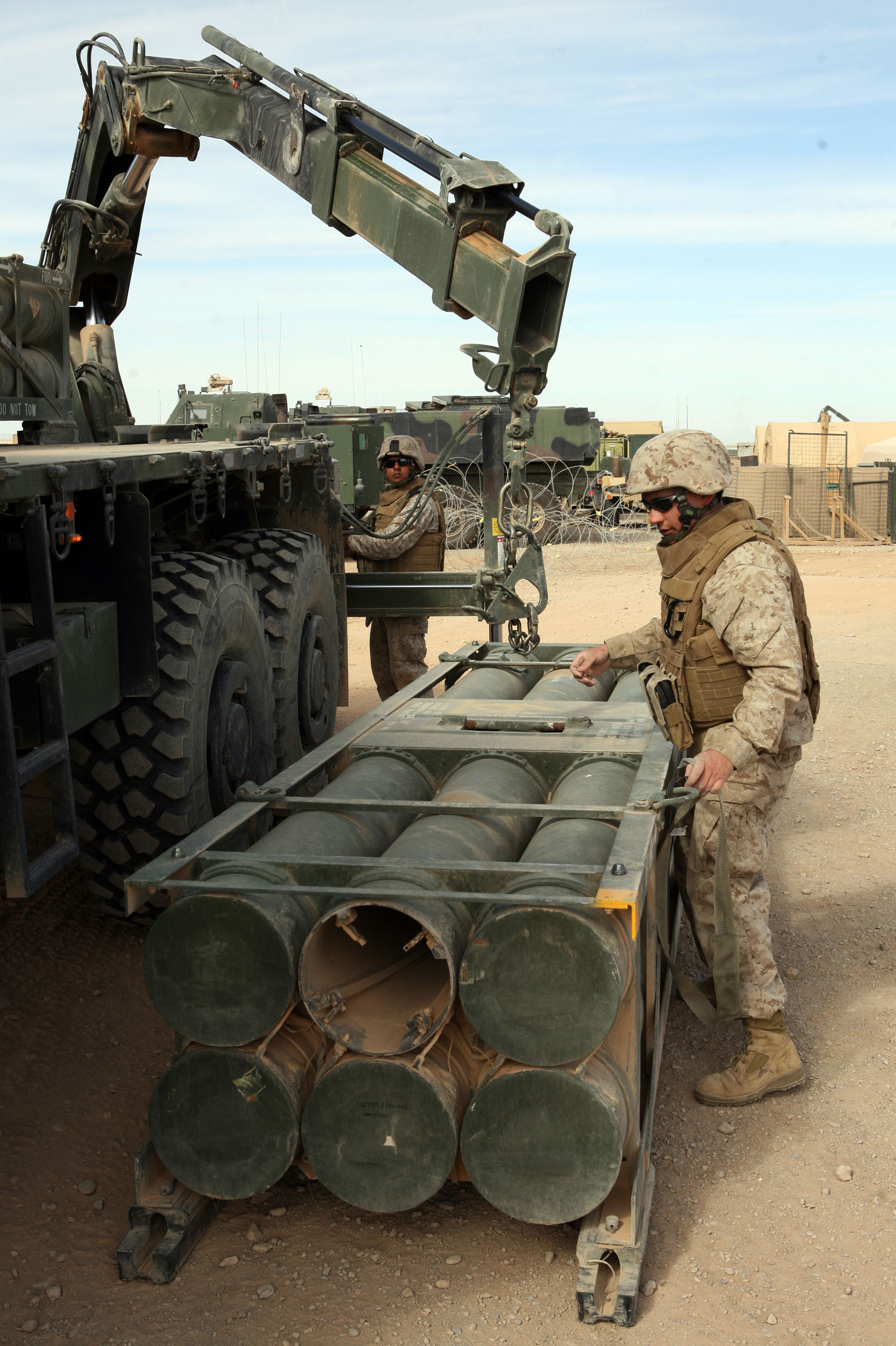
Amunicja rakietowa systemu HIMARS (Afganistan, 2009)

W lutym 2010 r. Międzynarodowe Siły Wsparcia Bezpieczeństwa (ISAF) w Afganistanie wskazały w komunikacie prasowym, że najprawdopodobniej dwie rakiety wystrzelone z wyrzutni rakiet HIMARS w dystrykcie Nad Ali spadły 300 metrów przed zamierzonym celem, zabijając 12 cywilów. Z powodu incydentu ISAF zawiesił użycie HIMARS do czasu zakończenia analizy incydentu. Raporty wskazywał, że śmierć cywilów była spowodowana użyciem ich przez talibów jako ludzkich tarcz. Raport „New York Times’a” z października 2010 r. przypisuje artylerii HIMARS kluczowy wkład w ofensywę koalicji w Kandaharze. Rakiety systemu HIMARS miały ostrzeliwać kryjówki dowódców Talibanu, zmuszając wielu z nich do ucieczki.

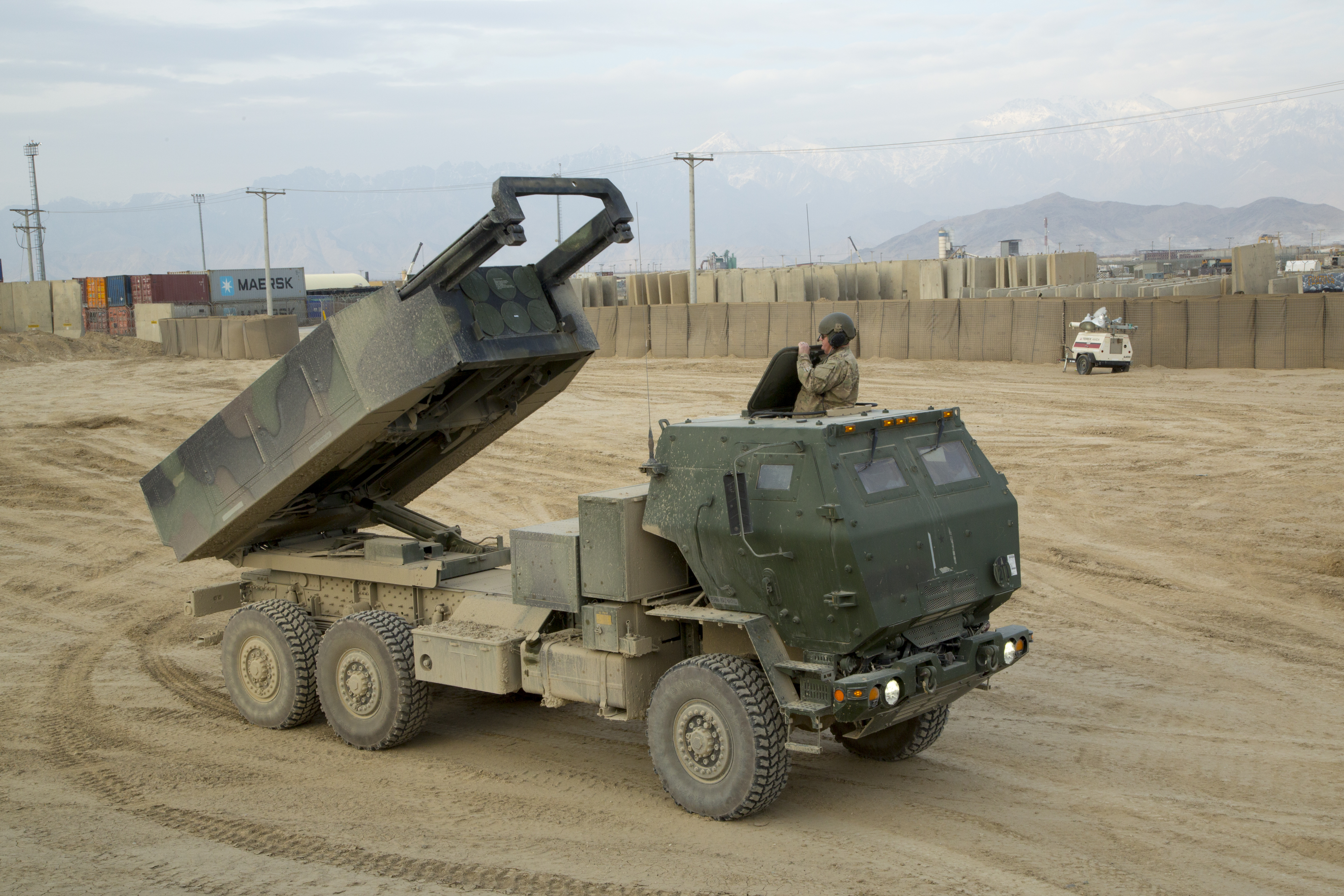
Wyrzutnia HIMARS w wariancie opancerzonym, w bazie lotniczej Bagram, w Afganistanie (2014)

W listopadzie 2015 r. Siły Zbrojne Stanów Zjednoczonych rozmieściły wyrzutnie w prowincji Al-Anbar w Iraku. Amerykanie mieli wystrzelić w okresie od początku lata do listopada co najmniej 400 rakiet na cele Państwa Islamskiego. Systemy HIMARS zostały wówczas rozstawione w bazie lotniczej Al Asad oraz Al-Taqaddum. W marcu następnego roku systemy HIMARS armii amerykańskiej po raz pierwszy wystrzeliły rakiety w kierunku Syrii z terytorium sąsiedniej Jordanii w celu wsparcia syryjskiej opozycji walczącej wówczas z ISIS.
W styczniu 2016 roku Lockheed Martin ogłosił, że HIMARS-y osiągnęły 1 milion godzin operacyjnych pod komendą US Army.
W kwietniu 2016 roku ogłoszono, że Stany Zjednoczone w ramach walki z terroryzmem rozmieszczą wyrzutnie HIMARS na granicy turecko-syryjskiej. Na początku września ogólnoświatowe media i Departament Stanu USA poinformowały, że nowo rozmieszczone HIMARS-y zaatakował cele ISIS w Syrii. W czerwcu 2017 r. system HIMARS został rozmieszczony w bazie At-Tanf w Syrii, aby wspomagać syryjską opozycję w walce przeciwko reżimowi al-Asada na tym obszarze.
24 maja 2018 r. w ataku rakiet wystrzelonych na miejscowość Musa Qala w afgańskiej prowincji Helmand zginęło 50 bojowników Talibanu. Według raportów w ataku HIMARS-ów miało zginąć wielu wysoko postawionych przywódców afgańskich islamistów.
We wrześniu 2018 roku skoordynowane siły USA i Syryjskich Sił Demokratycznych stoczyły kampanię z bojownikami ISIS w muhafazie Dajr az-Zaur. W okresie walk pozycje islamistów były ostrzeliwane rakietami systemu HIMARS nawet 30 razy dziennie.

### Polska
W Polsce system HIMARS został wybrany w ramach programu nowoczesnej artylerii rakietowej Homar. Początkowo, od 2007 roku prowadzono na zlecenie wojska analizy dotyczące możliwości skonstruowania takiego systemu, określanego też jako MLRS-P, siłami polskiego przemysłu, z zastosowaniem jedynie niektórych rozwiązań zagranicznych. W 2013 roku jednakże, z uwagi na brak własnych gotowych rozwiązań, zdecydowano o wyborze i dostosowaniu systemu zagranicznego, który miał być zabudowany na polskich podwoziach Jelcz P662D.35 i wykorzystywać polski system kierowania ogniem, a część pozostałych elementów miała być produkowana na licencji. W 2014 roku, pod wpływem wojny w Donbasie, program Homar został uznany za jeden z priorytetowych dla Wojska Polskiego. Oprócz oferty amerykańskiej Lockheed Martin – producenta HIMARS, rozpatrywano też izraelski system Lynx i turecki T-122/300. Opracowaniem systemu zajmowało się konsorcjum zarządzane najpierw przez Hutę Stalowa Wola. Od lipca 2016 roku liderem programu w miejsce HSW została Polska Grupa Zbrojeniowa, która według ocen prasy fachowej nie była przygotowana do takiego zadania, zwłaszcza po zmianach personalnych w państwowym przemyśle zbrojeniowym wiążących się z objęciem rządów przez Zjednoczoną Prawicę i odsunięciem części fachowców. W lipcu 2017 roku, podczas wizyty prezydenta USA Donalda Trumpa, ogłoszono o wyborze partnera amerykańskiego, co według komentatorów miało podłoże głównie polityczne, a nie merytoryczne. Prace nad polonizacją systemu i stworzeniem wszystkich jego elementów jednak się opóźniały z różnych przyczyn, w tym zmian organizacyjnych i personalnych po stronie polskiej w ramach tworzenia państwowego holdingu zbrojeniowego oraz przedłużających się negocjacji z partnerem amerykańskim, niechętnym do transferu technologii. Z uwagi na długi czas trwania prac i zmiany wymagań, zachodziła konieczność rozpoczynania prac od nowa, rosły również koszty. Ostatecznie Ministerstwo Obrony Narodowej kierowane przez Mariusza Błaszczaka w lipcu 2018 roku ogłosiło o odrzuceniu oferty PGZ powstania systemu z udziałem polskiego przemysłu i zakupić gotowy moduł dywizjonowy w całości w USA. 13 lutego 2019 roku podpisano umowę na zakup dywizjonowego modułu ogniowego HIMARS, w tym 20 wyrzutni (dwie przewidziano jako szkolne) i 300 pocisków, o wartości 414 mln USD. Decyzja i sposób procedowania w tej sprawie krytykowane są w prasie fachowej jako prowadzące do zakupienia systemu opartego na nietypowych w Polsce podwoziach i systemach kierowania ogniem oraz częściowo niekompatybilnych systemach dowodzenia i łączności, a przy tym bez korzyści dla polskiego przemysłu i zdobywania przezeń nowych kompetencji.
Po inwazji Rosji na Ukrainę, 26 maja 2022 roku minister obrony Mariusz Błaszczak ogłosił podpisanie zapytania (Letter of Request) na zakup 500 wyrzutni dla około 80 baterii systemu, przy tym wyrzutnie te miałyby zostać w dużym stopniu spolonizowane. Komentatorzy podkreślali wysoki koszt ewentualnego zakupu, obejmującego więcej wyrzutni, niż wyprodukowano do tej pory. Z uwagi jednak między innymi na niemożność dostarczenia wyrzutni HIMARS w satysfakcjonującym terminie, w październiku 2022 roku rząd podpisał umowę ramową na zakup 288 południowokoreańskich wyrzutni podobnej klasy K239 Chunmu (dysponujących dwukrotnie większą jednostką ognia). Pierwsze pięć wyrzutni M142 Wojsko Polskie odebrało 15 maja 2023 roku.

## Użytkownicy
- Stany Zjednoczone[32]
- Singapur[32]

Operatorzy wyrzutni

- Zjednoczone Emiraty Arabskie[32]
- Jordania[32]
- Rumunia – zamówiono 54 wyrzutnie M142 HIMARS wraz z pojazdami zabezpieczającymi oraz 972 pociski GMLRS, 54 pociski MGM-140 ATACMS i 30 LCRR[32]. Pierwsze dostarczono w lutym 2021[33]
- Polska – zamówiono 20 wyrzutni M142 HIMARS, 19 wozów transportowo-załadowczych M1084A1P2 Resupply Vehicle (RSV), 18 przyczep M1095 MTV, 3 wozy ewakuacyjne M1089A1P2, 27 wozów dowodzenia i warsztatowych M1151A1 HMMWV oraz 270 pocisków rakietowych GMLRS (54 M30A1 i 216 M31) i 30 pocisków MGM-140 (M57) ATACMS[26].
- Ukraina – 12 systemów zostało przekazanych stronie ukraińskiej w związku z rosyjską inwazją na Ukrainę w 2022 roku[34].